# Mactra quadrangularis
Mactra quadrangularis, còn được gọi với tên thông dụng là ngao bốn cạnh hay vọp, là một loài động vật Thân mềm hai mảnh vỏ thuộc họ Mactridae. Loài này được Lovell Augustus Reeve mô tả lần đầu năm 1854.

## Thư viện ảnh

- Tập tin:Payl:Mactra quadrangularis (MNHN-IM-2000-30803).jpeg